# چال‌سر
چال‌سر، روستایی در دهستان علیشروان بخش مرکزی شهرستان بدره در استان ایلام ایران است.

## جمعیت
بر پایه سرشماری عمومی نفوس و مسکن در سال ۱۳۹۵، جمعیت این روستا برابر با ۲۷ نفر (۸ خانوار) بوده‌است.